# Tetracis continua
Tetracis continua är en fjärilsart som beskrevs av Butler 1882. Tetracis continua ingår i släktet Tetracis och familjen mätare. Inga underarter finns listade i Catalogue of Life.